# 立石隧道 (大分县)
立石隧道（日语：／）是日本大分县杵築市的铁路隧道，位于日豐本線的立石站至西屋敷站之间，穿过立石峠。上行线長310米，与國道10號并行，1910年12月15日通车，下行线隧道也称为“新立石隧道”（新立石トンネル），全长3640米，1966年9月28日通车。